# إقليم باريما وايني

باريما - وايني (المنطقة 1) هي إحدى مناطق غيانا. تطالب فنزويلا بالمنطقة كجزء من جويانا إيكويبا. 

تعديل مصدري - تعديل

تقع المنطقة في الشمال الغربي من البلاد ويبلغ عدد سكانها 26941 نسمة. تبلغ مساحتها 20339 كيلومتر مربع (7853 ميل مربع). يحدها من الشمال المحيط الأطلسي ، ومن الشرق منطقة بوميرون سوبينام ، ومن الجنوب منطقة كويوني مزاروني ومن الغرب فنزويلا.
ويوجد في باريما - واني ثلاث مناطق فرعية هي: ماباروما، ماتاكاي، وموروكا.